# Rodnia

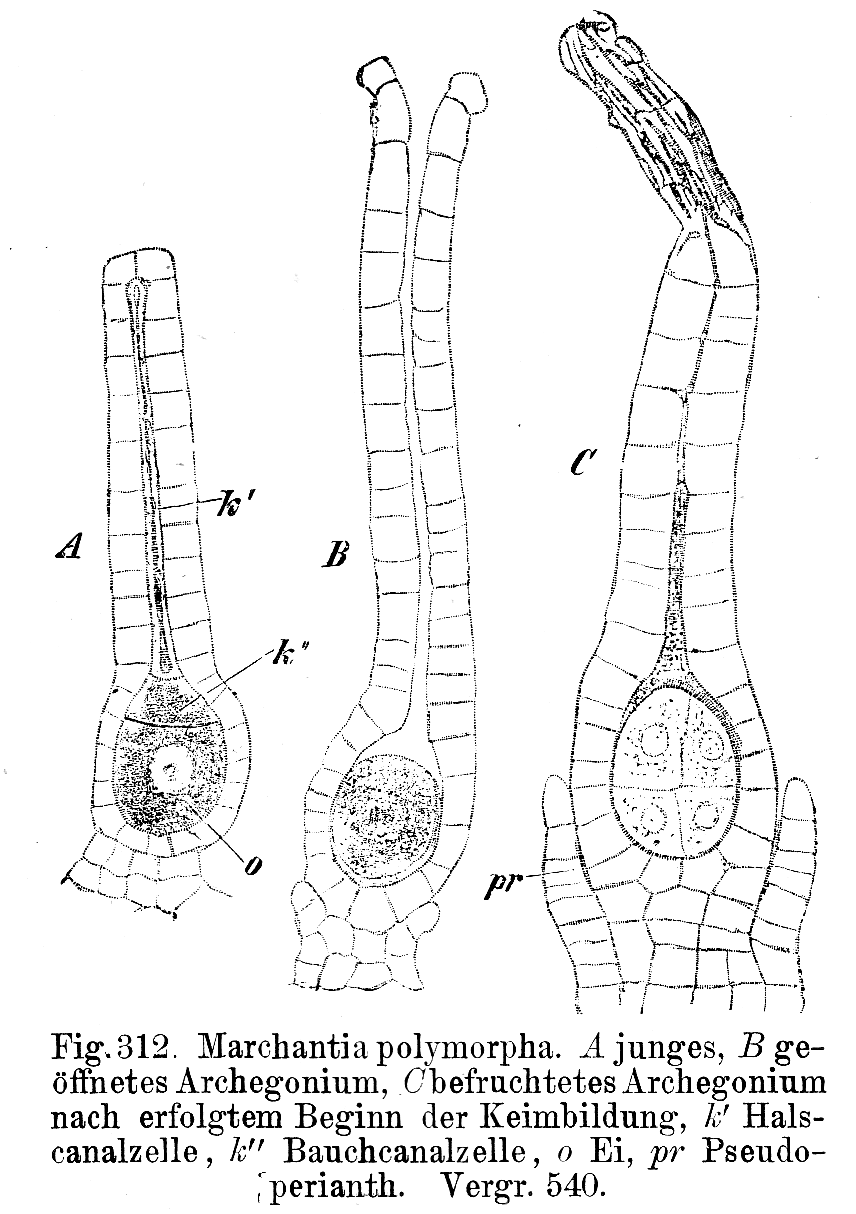
Rodnia Marchantia polymorpha

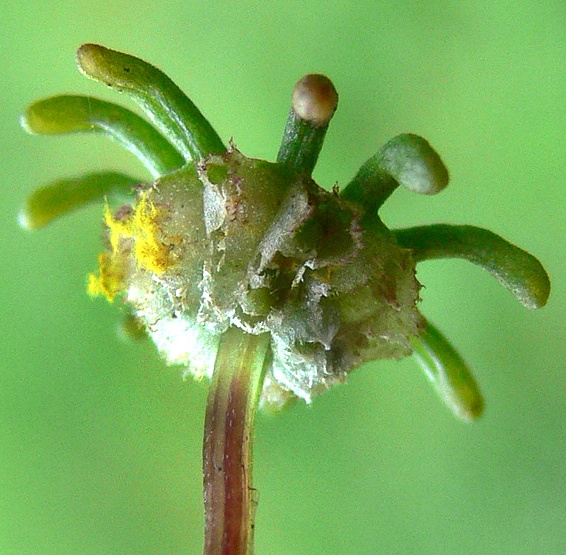
Rodnie u Marchantia polymorpha (na dolnej stronie palczastych wyrostków)

Rodnia, archegonium – wielokomórkowe gametangium żeńskie mszaków, paprotników, nasiennych.

## Mszaki
U mchów rodnia jest wielokomórkowa, kształtu butelkowatego. W części brzusznej znajduje się duża komórka, która po podziale daje komórkę jajową i komórkę kanałowo-brzuszną. Szyjka składa się z kilku komórek kanałowych. Całość otoczona jest pojedynczą warstwą komórek tworzących ściankę rodni. Rodnie i plemnie mogą występować na tej samej łodydze lub oddzielnie.
U wątrobowców rodnie wykształcają się w wierzchniej warstwie plechy gametofitu.

## Paprotniki
Paprotniki cechuje redukcja liczby komórek kanałowych, a cała rodnia jest częściowo ukryta w tkankach gametofitu. Podobnie jak u mszaków rodnia ma kształt butelkowaty.

## Nasienne
U nagonasiennych zagłębiona w tkance gametofitu rodnia składa się z komórki jajowej, jednej komórki kanałowo-brzusznej i kilku komórek ściany szyjki: brak jest komórek kanałowych szyki.
Najwyższy stopień redukcji rodni ma miejsce u okrytonasiennych. Za odpowiednik rodni uznaje się aparat jajowy obecny w woreczku zalążkowym chronionym przez tkanki zalążka. W skład aparatu jajowego wchodzi komórka jajowa i synergidy. Według innych poglądów zarówno komórka jajowa, jak i synergidy są zredukowanymi rodniami. Rodnie w postaci synergid zatraciły zdolność do zapłodnienia.